# Carlos Cadilha
Carlos Alberto Fernandes Cadilha (Viana do Castelo, 1 de Agosto de 1947) é um magistrado português, antigo Juiz do Tribunal Constitucional.

## Carreira
Licenciado em Direito pela Faculdade de Direito da Universidade de Coimbra, Carlos Cadilha fez carreira no Ministério Público, iniciando funções em 1972.
Foi Subdelegado do Procurador da República, Delegado do Procurador da República e Procurador da República. Foi depois Procurador-Geral Adjunto no Supremo Tribunal Administrativo (1988-1994).
Foi nomeado Juiz-Conselheiro do Supremo Tribunal Administrativo (1994-1998).
Foi Membro do Conselho Consultivo da Procuradoria-Geral da República (1998-2003). Foi eleito Vogal do Conselho Superior do Ministério Público para o triénio de 1998-2001.
Foi nomeado Juiz-Conselheiro do Supremo Tribunal de Justiça em 2003.
Exerceu o cargo de Presidente da Secção Social do Supremo Tribunal de Justiça (2005-2007).

## Tribunal Constitucional
Em 29 de Março de 2007 Carlos Cadilha foi eleito Juiz do  Tribunal Constitucional pela Assembleia da República por maioria qualificada (superior a 2/3 dos votos), conforme previsto pela Constituição.
Em 4 de Abril de 2007, no Palácio de Belém, foi-lhe conferida pelo Presidente da República Aníbal Cavaco Silva a posse como Juiz do  Tribunal Constitucional para um mandato de 9 anos.
Cessou funções em 22 de Julho de 2016.